# Рахманов, Алекпер Мухтарович
Алекпер Мухтарович Рахманов (30 мая 1947, Баку) — советский футболист, полузащитник, тренер.
Воспитанник бакинского «Спартака». С 1965 года — в составе «Нефтяника» Баку. В чемпионате СССР дебютировал 27 июля 1967 в гостевой игре против московского «Динамо» (0:2) — вышел на 75-й минуте при счёте 0:1. Всю карьеру провёл в «Нефтчи», в 1967—1970, 1973—1979 годах сыграл 259 матчей, забил 32 гола; в высшей лиге — 131 матч, 10 голов.
В 1988—1989 годах — главный тренер команды второй лиги «Гёязань», в 1991 году — тренер в «Нефтчи».
Алекпер Рахманов отец футболиста и тренера Эльчина Рахманова.